# Wandsworth (burg)
Wandsworth este un burg londonez în sud-vestul Londrei.